# بطولة أوروبا تحت 17 سنة لكرة القدم 2016
بطولة أوروبا تحت 17 سنة لكرة القدم 2016 هو الموسم 15 من  بطولة أوروبا تحت 17 سنة لكرة القدم. أشرف على تنظيمه الاتحاد الأوروبي لكرة القدم، وكان عدد الأندية المشاركة فيه  16، وفاز فيه منتخب البرتغال تحت 17 سنة لكرة القدم.